# Anselm: Das Rauschen der Zeit
Anselm: Das Rauschen der Zeit es un documental alemán en 3D de 2023 dirigido por Wim Wenders, que narra el arte del pintor y escultor alemán Anselm Kiefer. La película tuvo su estreno mundial en el 76.º Festival de Cine de Cannes el 17 de mayo de 2023 como proyección especial, donde compitió por el L'Œil d'or.

## Sinopsis
Descrita como "inmersiva", la película se centra en el pintor y escultor Anselm Kiefer. El proyecto ilumina su obra, su trayectoria vital, su inspiración, su proceso creativo y la fascinación del artista por el mito y la historia. El objetivo es "difuminar" la frontera entre cine y pintura.

## Reparto
- Anselm Kiefer como Anselm[6]
- Daniel Kiefer como Anselm (joven)[4]
- Anton Wenders como Anselm (niño)[4]

## Producción
Karsten Brünig produjo el documental para Road Movies Filmproduktion.
Wenders filmó la película con una resolución de 6K y en formato 3D, que utilizó anteriormente para su documental Pina de 2011. Se rodó a lo largo de dos años, en Alemania, Francia e Italia. Wenders calificó la película como "un trabajo de amor y resultó que tomó siete períodos de rodaje y tres años en total para convertirse en una película como nada que haya hecho antes. Creo que ampliamos las posibilidades del 3D a un territorio desconocido".

## Estreno
Anselm fue seleccionado para proyectarse en la sección de Proyecciones Especiales del 76.º Festival de Cine de Cannes, donde tuvo su estreno mundial el 17 de mayo de 2023. Al mismo tiempo, Wenders también recibió una invitación a la competición principal del festival para presentar su largometraje Perfect Days.
Las ventas mundiales fueron adquiridas por HanWay Films. DCM Film Distribution se hizo con los derechos de distribución para Alemania, Austria y Suiza. También fue invitada al 28º Festival Internacional de Cine de Busan en la sección 'Icon' y se proyectó el 6 de octubre de 2023.
Anselm se estrenó en cines en Alemania por DCM el 12 de octubre de 2023, y en Francia por Les Films du losange el 18 de octubre de 2023. Los derechos de distribución en Estados Unidos fueron adquiridos por Sideshow y Janus Films.

## Recepción

### Crítica
Anselm: Das Rauschen der Zeit recibió reseñas generalmente positivas de parte de la crítica y de la audiencia. En el sitio web agregador de reseñas Rotten Tomatoes, la película posee una aprobación de 97%, basada en 35 reseñas, con una calificación de 7.7/10 y un consenso crítico que dice "Visualmente emocionante y refrescantemente poco convencional, Anselm rinde fascinante homenaje a la vida y el legado de un brillante artista". De parte de la audiencia tiene una aprobación de 86%, basada en más de 50 votos, con una calificación de 4.4/5.
El sitio web Metacritic le dio a la película una puntuación de 82 de 100, basada en 19 reseñas, indicando "aclamación universal". En el sitio IMDb los usuarios le asignaron una calificación de 7.2/10, sobre la base de 688 votos, mientras que en la página web FilmAffinity la película tiene una calificación de 6.6/10, basada en 36 votos.

### Premios y nominaciones
| Premio               | Fecha                 | Categoría        | Nominado    | Resultado | Ref.   |
| -------------------- | --------------------- | ---------------- | ----------- | --------- | ------ |
| Cannes Film Festival | 27 de mayo de 2023    | L'Œil d'or       | Wim Wenders | Nominado  | [ 3 ]  |
| CineLibri            | 20 de octubre de 2023 | Mejor documental | Wim Wenders | Ganador   | [ 18 ] |